# TI-30

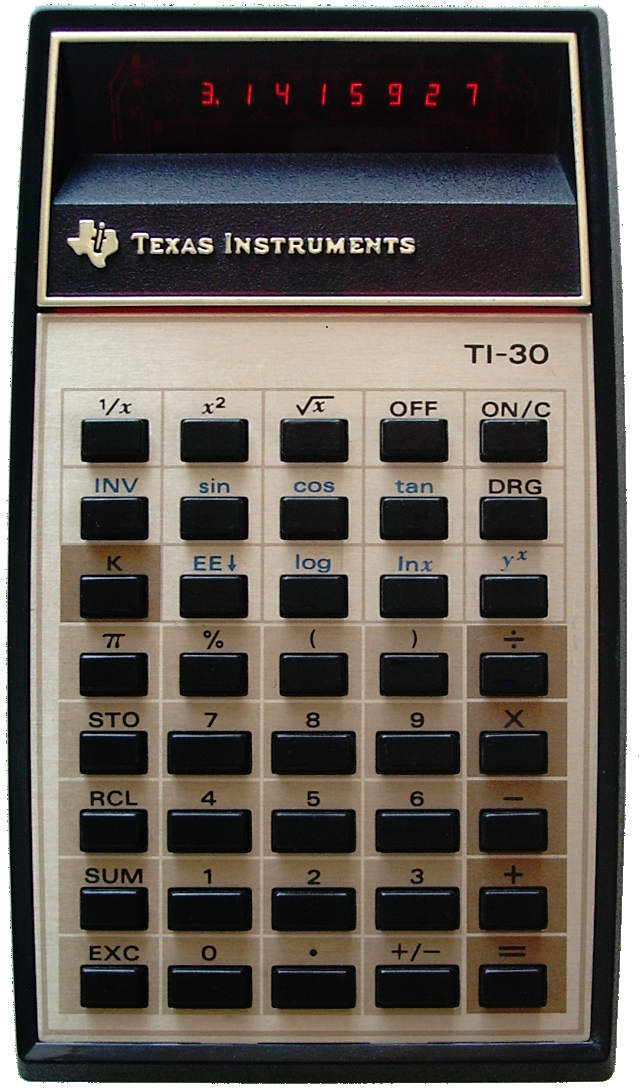
La TI-30 original.

La TI-30 es una calculadora científica introducida en junio de 1976  fabricada por Texas Instruments. Las calculadoras de la serie TI-30 actualmente en venta, son descendientes directas de la TI-30 original.

## Precio
La TI-30 original fue notable por su costo extremadamente bajo, alrededor de $25 dólares. Esto fue mucho menor que los precios de otras calculadoras científicas de esa época. Por ejemplo, la calculadora científica más barata de HP todavía seguía costando por sobre los US$100. El precio bajo de la TI-30 hizo a las calculadoras científicas mucho más disponibles que antes, para, por ejemplo, el estudiante común de secundaria. La TI-30 puede ser la calculadora más vendida, con un estimado de 15.000.000 fabricadas durante 1976 a 1983.
Se rumorea que la TI-30 original consiguió su nombre del precio al por menor de US$ 29.95 o US$ 30. Sin embargo, esto se parece inverosímil, puesto que el MSRP original era de $24.95.

## Descripción
La TI-30 original tenía una pantalla de ledes rojos, estaba energizada por una batería de 9V, con casi toda su funcionalidad en solamente un chip, mientras que las calculadoras previas tenían muchas piezas discretas. Podía hacer casi todas las funciones logarítmicas y trigonométricas de la HP 35. Fue pionera en la notación algebraica con precedencia y paréntesis, que toma considerablemente más lógica para implementar, y que ahora es favorecida por casi todos excepto algunos que prefieren la notación RPN usada en las calculadoras HP. Un usuario puede teclear (2 + 2) + 3 * 3 =  y conseguir el resultado correcto, mientras que en la HP se necesita escribir 2 ENTER 2 + 3 ENTER 3 x +.
La serie moderna TI-30 consiste de capaces calculadoras científicas de bajo precio, que están relacionadas evolutivamente con la TI-30 original. Modelos más recientes tienen pantallas led de bajo consumo y usan energía solar o baterías tipo botón. Sin embargo, el currículum de matemáticas se ha movido hacia arriba hasta casi requerir el uso de calculadoras gráficas tan temprano como los últimos años de la secundaria, teniendo un costo por sobre los $100 al por menor.

## Modelos TI-30

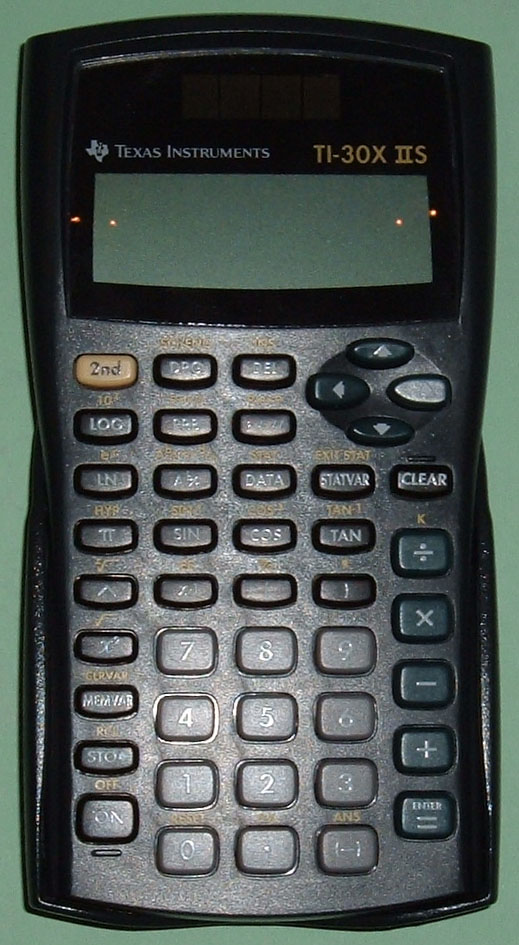
TI-30X IIS.

nota: este listado es incompleto, para más detalle, ver 
- TI-30II (1982) – Formato slimline con la disposición de teclas del TI-30
- TI-30III (1984)
- TI-30X (1993) - Tenía una pantalla ampliada de 10 dígitos (de los 8 que tenía originalmente)
- TI-30Xa (1994) - Agregó la tecla constante al TI-30X
- TI-30Xa (rev. 1996) - Introdujo un diseño suavizado más moderno
- TI-30XII (1999) - Agregó una pantalla de dos líneas con desplazamiento (scroll)
- TI-30XIIS (2003) – Alimentada con energía solar o por baterías, versión actualizada del TI-30XII
- TI-30Xa (2004) - La versión especial hecha por encargo para el uso en las pruebas de Virginia middle-school. Las características de fracción están deshabilitadas dejando las dos teclas de fracción en blanco (sin embargo un estudiante encontró una manera de circunvenir este problema, causando que la Texas Instruments lanzara una versión parchada en 2005).